# 東竹院
東竹院（とうちくいん）は、埼玉県熊谷市にある曹洞宗の寺院。

## 歴史
鎌倉時代初期、久下重光の開基である。石橋山の戦いで惨敗し、7騎で落ち延びる源頼朝に久下重光は300騎で駆け付けた。この功績により頼朝より「一番」の文字を授かり、久下氏は「○に一」を家紋とした。久下重光は所領で苗字の由来となっている久下に寺を設けた。
近隣の熊谷氏とは、所領争いを繰り広げ、犬猿の仲であった。熊谷直実が逐電するきっかけとなった訴訟の相手が久下氏である。後に久下氏は承久の乱の功績により丹波国（現・兵庫県）の所領が与えられ、丹波国に本拠地を移している。

## だるま石

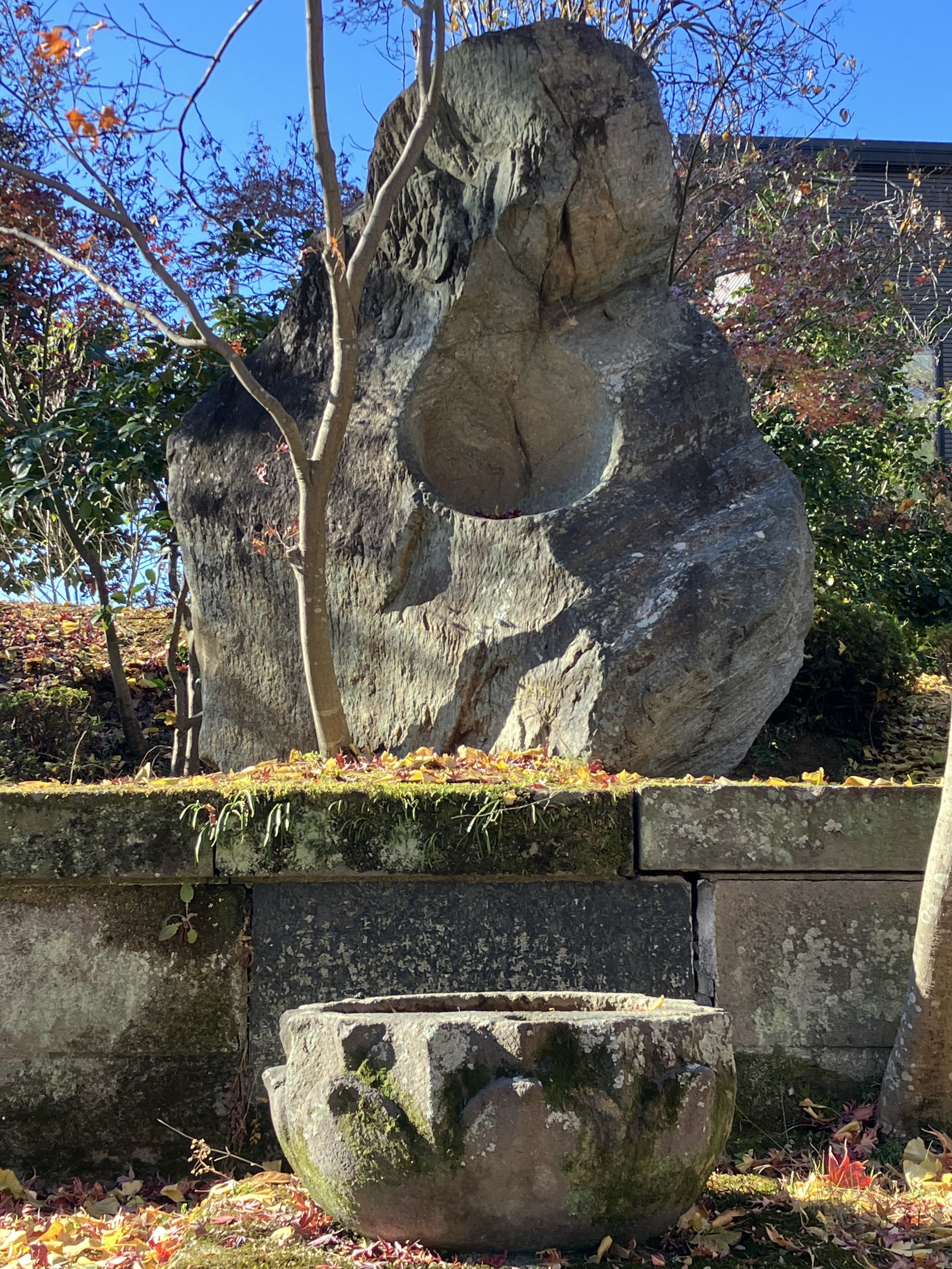
だるま石の写真

境内には「だるま石」と呼ばれる巨石がある。寛文年間（1661年 - 1673年）、忍藩藩主阿部忠秋が達磨大師に似た巨石が秩父にあることを知り、忍の城下に運ばせようとした。ところが、運搬の途中に川に落としてしまい、その後の洪水で行方不明となった。1925年（大正14年）、半ば伝説と化した「だるま石」が、当院前の荒川で発見された。そして川底から掘り出されて、当院に置かれることになった

## 交通アクセス
- 熊谷駅より徒歩23分。